# 白頂刺鎧蝦
白頂刺鎧蝦（学名：Munida albiapicula）为鎧甲蝦科刺鎧蝦屬下的一个种。